# Jimmy Lidberg
Jimmy Lidberg (13 aprile 1982) è un lottatore svedese, specializzato nella lotta greco-romana.

## Palmarès
- Giochi olimpici

Londra 2012: bronzo nei 96 kg.
- Mondiali

Herning 2009: argento nei 96 kg.
Mosca 2010: bronzo nei 96 kg.
Istanbul 2011: argento nei 96 kg.
- Europei

Varna 2005: argento nei 96 kg.
Mosca 2006: bronzo nei 96 kg.
Sofia 2007: argento nei 96 kg.
Vilnius 2009: bronzo nei 96 kg.